# Mickey Newbury
Milton Sim Newbury, Jr., (conocido como  Mickey Newbury, Houston, Texas, 19 de mayo de 1940-Springfield, Oregón, 29 de septiembre de 2002) fue un compositor y cantante estadounidense.

## Biografía
Sus padres, Mamie y Milton Newbury, le dieron un hermano, Jerry, del cual fue muy cercano a lo largo de su vida. Milton, fue un niño con un frágil y precario estado de salud que le persiguió toda su vida: a la edad de 6 años sufre de una tos ferina y una encefalitis dos años más tarde, se rompe la espalda a los 23 años, está ingresado en el hospital por una neumonía a los 35 de la que va a mantener a lo largo de su vida las secuelas, hasta que muere de una fibrosis pulmonar agravada por una taquicardia.
De adolescente, aún en la escuela, decidió escribir canciones, encerrándose en su habitación a escribir poesía, y aprender a tocar la guitarra. A mediados de la década de los años 50, Mickey Newbury es el cantante principal tenor en un grupo de doo-wop, The Embers, cuarteto de mitigado éxito, bajo contrato en 1956 con Mercury Records, interpretando sus propias canciones. El grupo hizo de telonero de Sam Cooke o Johnny Cash; por otro lado de vez en cuando, Mickey se reunirá con el grupo The Coasters. A pesar de que él siempre trató de hacer de su música, su principal fuente de ingresos, actuando en los clubes, a los 19 años dejó de lado sus esperanzas de hacer una carrera musical enrolándose en la fuerza aérea americana establecida en Inglaterra.
Después de tres años en el ejército (1959-1963), renunció a su carrera militar, tras el asesinato de John Fitzgerald Kennedy, para trabajar en un barco de pesca del camarón en el Golfo de México, durante casi tres meses. De vuelta en tierra, Milton se las arregla para ser contratado como controlador de tráfico aéreo, y canta con su guitarra por la noche en cafés y clubes: allí están lo que él reconoce como sus primeros pasos hacia lo que se convertiría en su profesión. Duerme en su coche en esa época, viajando por todo el Sur de Estados Unidos. Al mudarse a Nashville, encuentra que allí hay tolerancia para todos los géneros de la música; tiene la oportunidad de firmar con Acuff-Rose Music, gracias a un amigo de la escena, y su carrera está definitivamente en marcha.
Decepcionado por los métodos de la productor de su primer álbum, Felton Jarvis, será uno de los primeros en rebelarse contra las convenciones de la sociedad musical dominante en Nashville. Luego firma un contrato con una cláusula que menciona que la elección del productor, sería una elección personal suya, rompiendo al mismo tiempo su contrato con la compañía RCA. 
Actúa en el Café Wha? en febrero de 1961, y, a continuación, en el Night Owl enNueva York y el Bitter End en Los Ángeles, con Kris Kristofferson, John Phillips y David Steinberg. Conoce a Wayne Moss, y registra en su garaje convertido en un estudio de grabación tres álbumes revolucionarios en el mundo musical de la época (sus métodos inspiraron a Waylon Jennings en su tiempo o incluso a Paul McCartney, décadas más tarde). Es entonces uno de los músicos más creativos de Nashville, y también es considerado el pionero del movimiento outlaw, de 1966 a 1970, con Johnny Cash o Merle Haggard.
Mickey convence Roger Miller para recuperar y grabar Me and Bobby McGee, el tema legendario que estuvo en el origen del reconocimiento de Kris Kristofferson en el mundo de la música. Es también el origen de las llegadas de Townes Van Zandt en 1968 y Guy Clark a Nashville, donde van a ser autores de canciones ("cantautores"): esta es la primera aparición de la palabra "cantautor" en la historia de la música: ellos son los autores-compositores-intérpretes, los primeros cantantes en ganar el reconocimiento gracias a ellos mismos. Townes le compone la música de dos temas, que aparecieron en el álbum Harlequin Melodies. La música, sobre la que escribió las letras de las canciones The Queen et Mister, Can't You See. En esa época actúa con Joan Báez, en el 8º Big Sur Festival de 1971. Este año publica su tema más célebre An American Trilogy, un medley de tres canciones tradicionales, que después fue versionado por muchos artistas. Los temas tradicionales eran los siguientes:
- All My Trials, una canción escrita por un esclavo en Jamaica.
- Glory, cuyo título original es el Himno de Batalla de la República, escrita en 1861 por una americana sudista, Julia Ward Howe.
- Dixieland, escrita en 1859 por un americano nordista, Dan Emmett para un espectáculo de canto.

En 1974 se fue a vivir a orillas del río McKenzie en el Estado deOregón con su esposa Susan y su joven hijo, Chris (que fue seguido por otros tres hijos). Mickey grabó varios álbumes en la década para el sello Elektra (etiqueta de los Doors, los Stooges, del grupo Love, Fred Neil, e incluso el joven Tom Waits). También graba para ABC/Hickory. Todos sus discos son aclamados por la crítica, pero no necesariamente rentables por las ventas.
En 1980 es introducido al Salón de la Fama de compositores de Nashville. Pasará la primera mitad de la década de los 80 suficientemente lejos de la industria de la música y, a continuación, vuelve a los escenarios, con gran éxito, antes de morir a los 62 años, tras una larga batalla contra la fibrosis pulmonar. Forma parte de las influencias de autores importantes, entre ellos Bob Dylan: La canción If You See Her (Say Hello) es un título inspirado por la canción If You See Her (and She Mentions My Name); Tom Waits, otro artista de Elektra, y Paul McCartney, cuyas primeras notas de la canción Dance Tonight son una copia de la intro. de la canción A Weed is a Weed, etc.

## Legado
El 16 de agosto de 2008, fue admitido en el Salón de la Fama de la Música Country de Texas  en una ceremonia en Carthage con la presencia de Mamie, su madre, Susan, su esposa, y sus hijos, Chris y Laura. 
Mickey Newbury escribió muchas canciones que fueron versionadas por Elvis Presley, Johnny Cash, Nick Cave, Roy Orbison, Bill Monroe, Hank Snow, Ray Charles, Jerry Lee Lewis, Tammy Wynette, Brenda Lee, Charlie Rich, Joan Báez, Tom Jones, Willie Nelson, Waylon Jennings, John Denver, BB King, o Linda Ronstadt, entre otros.
A pesar de que muchos artistas han versionado sus títulos, el más memorable es An American Trilogy, un medley interpretado también por orquestas sinfónicas, y Just Dropped In (to See What Condition My Condition Was In).
Mickey es miembro de la Songwriters Hall of Fame en Nashville y  su influencia sobre Bob Dylan, Tom Waits y otros cantantes de su tiempo, es innegable.

## Algunas canciones famosas de Mickey Newbury
- 1967 Funny, Familiar, Forgotten Feelings - Tom Jones
- 1968 Sweet Memories - Willie Nelson, Andy Williams
- 1968 Weeping Annaleah, del álbum Sings His Own - Tom Jones, Nick Cave
- 1968 Just Dropped In (To See What Condition My Condition Was In) - Kenny Rogers, Nick Cave : La canción cuenta una experiencia con LSD:[5] Fue el primer éxito de Kenny Rogers, que llegó al Top Ten del Billboard.
- Eddy Arnold - Here Comes the Rain, Baby, y Andy Williams.
- Solomon Burke - Time Is A Thief, que entró en la lista de Rythm and Blues[6]·[7]
- 1972 An American Trilogy - Elvis Presley
- 1973 San Francisco Mabel Joy - Waylon Jennings, David Allan Coe, Joan Báez.
- 2000 Just Dropped In (to See What Condition My Condition Was In) aparece en el videojuego Driver 2.

## Algunos  álbumes en homenaje a Mickey Newbury (en orden de aparición)
- Joan Báez interpreta San Francisco Mabel Joy, The 33rd of August y Angeline en su álbum Blessed Are... en 1971
- Álbum de homenaje: Frisco Mabel Joy Revisited.
- Ronny Cox interpreta 12 canciones de Mickey Newbury en su álbum How I love them old songs..., publicado en 2007
- Supergrass interpreta Just Dropped In (To See What Condition My Condition Was In) bajo el título Condition, en el E.P. Alright, aparecido en 1995.
- Will Oldham interpreta I Came Here to Hear the Music en su álbum Ask Forgiveness, aparecido en 2007.

## Discografía Selectiva
- Harlequin Melodies - 1968
- Funny, Familiar, Forgotten, Feelings - 1968 (Paru en Angleterre uniquement)
- Looks Like Rain - 1969
- San Francisco Mabel Joy - 1971
- Sings His Own - 1972
- Heaven Help The Child - 1973
- Live At Montezuma Hall - 1973
- I Came To Hear The Music - 1974
- Lovers - 1975
- Rusty Tracks - 1977
- His Eye Is On The Sparrow - 1978
- The Sailor - 1979
- After All These Years - 1981
- Sweet Memories - 1985
- In A New Age - 1988
- Best Of Mickey Newbury - 1991
- Nights When I Am Sane - 1994
- Lulled By The Moonlight - 1996
- Live In England - 1998
- It Might As Well Be The Moon - 1999
- Stories From The Silver Moon Cafe - 2000
- Winter Winds - 2002
- A Long Road Home - 2002
- Blue To This Day - 2003
- An American Trilogy, compilation - 2011